# Robert Hoffmann (Schauspieler)
Robert Hoffmann (* 30. August 1939 in Salzburg; † 4. Juli 2022 ebenda) war ein österreichischer Schauspieler.

## Leben
Hoffmann besuchte in seiner Geburtsstadt Salzburg das Gymnasium und anschließend die Handelsakademie. Nach einem Aufenthalt in Schweden trat er in Paris in die Schauspielschule von Poule Vanneck ein. Während dieser Zeit verdiente er sich das notwendige Geld durch Modeln und Auftritte in Werbefilmen.
Hoffmanns Filmkarriere zeichnete sich von Beginn an durch große internationale Variabilität aus. Über Jahrzehnte war der sprachbegabte Schauspieler u. a. in italienischen, französischen, spanischen, israelischen, englischen, deutschen und österreichischen Filmen zu sehen. Erste und sehr große Bekanntheit erlangte er durch seine Hauptrolle in dem Abenteuervierteiler Die seltsamen und einzigartigen Abenteuer des Robinson Crusoe aus York, von ihm selbst berichtet, der 1964 im deutschen Fernsehen ausgestrahlt wurde. Bald darauf prägte er sich als Archie Moore im Edgar-Wallace-Film Neues vom Hexer und als Totila in Kampf um Rom ins Gedächtnis des deutschsprachigen Publikums ein.
Seither kehrte Hoffmann nur recht selten in den Fokus Deutschlands und Österreichs zurück. In den 1960ern und 1970ern war er (ähnlich wie während dieser Zeit Curd Jürgens, Mario Adorf, Senta Berger oder Klaus Kinski) fast ausschließlich in fremdsprachigen Produktionen aktiv. Dabei changiert sein Wirken zwischen teuren Prestigearbeiten wie Top Job (1967) und billiger Horrormassenware wie Die Nacht der rollenden Köpfe (1973), die allerdings mittlerweile Kultstatus genießen. Die von Hoffmann geprägten Rollen ähneln von Helmut Berger, Mathieu Carrière oder Joe Dallesandro verkörperten Typen: schöne und mysteriöse, dabei weltmännische und mitunter bösartige Abenteurer, Agenten und Playboys. Oft wurden ihm als Hauptdarsteller attraktive Damen wie Suzy Kendall, Nathalie Delon, Irina Demick oder Luciana Paluzzi zur Seite gestellt. Weltbekannte Schauspieler, mit denen Hoffmann ebenfalls vor der Kamera stand, sind etwa Edward G. Robinson, John Mills, Orson Welles, Claudia Cardinale und Janet Leigh.
Einen letzten kreativen Höhepunkt seines Schaffens stellt der Film Die Standarte von Ottokar Runze aus dem Jahr 1977 dar. In den 1980er Jahren fokussierte sich Hoffmann auf keinem bestimmten Rollenmuster mehr zuzuordnende Fernsehauftritte wie etwa in Kottan ermittelt (1983) oder Der Leihopa (1985). Mitunter war er aber auch weiterhin in Prestigeproduktionen zu sehen, so im Mehrteiler Die Geheimschublade (1986) neben Michèle Morgan und Daniel Gélin oder in mehreren Episoden des Dauerbrenners Dallas. Seit etwa 1990 nahmen Zahl und Qualität der Rollen weiter ab und beschränkten sich auf kleine Gastauftritte etwa in Kommissar Rex und Forsthaus Falkenau. 2004 absolvierte Robert Hoffmann im Fernsehfilm 21 Liebesbriefe seinen letzten Auftritt vor der Kamera.
Während der Dreharbeiten zu Sein Schlachtfeld war das Bett (1971) wurde er schwer verletzt. Der mehrfach gebrochene, regelrecht gesprengte Oberschenkel wurde falsch behandelt und erforderte über mehrere Jahre rekonstruierende Operationen. Wegen einer Nekrose drohte die Amputation. Eine Spezialbehandlung in der Schweiz konnte das Bein retten, die Filmkarriere Hoffmanns litt darunter jedoch beträchtlich.
Robert Hoffmann lebte bis 1970 in Paris, anschließend in Rom und Madrid und vermutlich seit Ende der 1980er wieder in seiner Heimatstadt Salzburg.
Nach kurzer schwerer Krankheit verstarb Robert Hoffmann am 4. Juli 2022 in Salzburg. Er wurde 82 Jahre alt.

## Filmografie (Auswahl)
- 1964: Robinson Crusoe (Fernseh-Mehrteiler)
- 1964: Angélique (Angélique, marquise des Anges)
- 1965: Angélique, 2. Teil (Merveilleuse Angélique)
- 1965: Der Tag danach (Up From the Beach)
- 1965: Die Herren
- 1965: Drei Zimmer in Manhattan (Trois chambres à Manhattan)
- 1965: Ich habe sie gut gekannt (Io la conoscevo bene)
- 1965: Neues vom Hexer
- 1966: Feuertanz (Svegliati e uccidi)
- 1966: Raffica - Tiger der Wüste (Una raffica di piombo)
- 1966: Das gewisse Etwas der Frauen (Come imparai ad amare le donne)
- 1967: Domani non siamo più qui
- 1967: Top Job (Ad ogni costo)
- 1967: Der Lügner und die Nonne
- 1967: Geheimauftrag K (Assignment K)
- 1968: 24 Stunden aus dem Leben einer Frau (Vingt-quatre heures de la vie d'une femme)
- 1968: Das Geheimnis der jungen Witwe (La morte non ha sesso)
- 1968: Tevje und seine sieben Töchter
- 1968: Kampf um Rom (2 Teile)
- 1969: Mord im schwarzen Cadillac (Femmine insaziabili)
- 1969: Die Freundin war immer dabei (Certo, certissimo, anzi… probabile)
- 1971: Rocker sterben nicht so leicht (La lunga spiaggia fredda)
- 1971: Un apprezzato professionista di sicuro avvenire
- 1971: Una ragazza tutta nuda assassinata nel parco
- 1971: Sein Schlachtfeld war das Bett (Le caldi notti di Don Giovanni)
- 1973: Die Nacht der rollenden Köpfe (Passi di danza su una lama di rasoio)
- 1973: Schloß Hubertus
- 1974: Spasmo
- 1975: Der Edelweißkönig
- 1975: Das alte Gewehr (Le vieux fusil)
- 1977: Die Standarte
- 1978: Der Angriff kommt aus dem All, und auf der Erde herrscht Terror (Occhi dalle stelle)
- 1979: Die Sekte (Brigade mondaine: La secte de Marrakesh)
- 1980: Die Seewölfe kommen (The Sea Wolves)
- 1983: Das gläserne Wappen
- 1984: Der Mörder
- 1984: Tödliche Angst (La septième cible)
- 1987: Der Ochsenkrieg (Fernsehserie)
- 1988: Rally (Fernsehserie)
- 1989: Dallas (Fernsehserie, zwei Folgen)
- 1991: Codename: Gorilla (Fernsehserie)
- 1991: Ilona und Kurti
- 1992: Happy Holiday (Fernsehserie, eine Folge)
- 1991: Il Ricatto 2 (Fernsehserie)
- 1998: Forsthaus Falkenau - Der weiße Hirsch
- 1998: Clarissa (Fernsehserie)
- 1998: Kommissar Rex - Der Voyeur (Fernsehserie)

## Auszeichnungen und Ehrungen
- 1968 Bravo Otto in Bronze
- 1969 Bravo Otto in Silber